# Julião Quintão
Julião Quintão (* 5. Juni 1950), Kampfname Barabasa, ist ein osttimoresischer Unabhängigkeitsaktivist.
Quintão war in der indonesischen Besatzungszeit ein Unterstützer des Widerstands. 1989 versteckte er für zwei Wochen Mau Hodu, einen der führenden Männer der Forças Armadas de Libertação Nacional de Timor-Leste (FALINTIL), und andere Guerilleros in seinem Garten in der Aldeia Siralari (Suco Caraubalo). Quintão gab auch Nachrichten weiter und versorgte die Kämpfer medizinisch. 2016 wurde er für seine Verdienste mit der Medal des Ordem de Timor-Leste ausgezeichnet.